# Фёдоровка (Горшеченский район)
Фёдоровка — деревня в Горшеченском районе Курской области России. Входит в состав Нижнеборковского сельсовета.

## География
Деревня находится в восточной части Курской области, в лесостепной зоне, в пределах юго-западной части Среднерусской возвышенности, на левом берегу реки Убли, на расстоянии примерно 15 километров (по прямой) к югу от посёлка городского типа Горшечное, административного центра района. Абсолютная высота — 140 метров над уровнем моря.
Часовой пояс
Деревня Фёдоровка, как и вся Курская область, находится в часовой зоне МСК (московское время). Смещение применяемого времени относительно UTC составляет +3:00.

## Население
| 2002 | 2010 |
| ---- | ---- |
| 7    | ↘6   |

Гендерный состав
По данным Всероссийской переписи населения 2010 года в гендерной структуре населения мужчины составляли 16,7 %, женщины — соответственно 83,3 %.
Национальный состав
Согласно результатам переписи 2002 года, в национальной структуре населения русские составляли 100 % из 7 чел.

## Улицы
Уличная сеть деревни состоит из одной улицы (ул. Заречная).